# Гамбаска
Гамбаска (итал. Gambasca) — коммуна в Италии, располагается в регионе Пьемонт, в провинции Кунео.
Население составляет 386 человек (2008 г.), плотность населения составляет 60 чел./км². Занимает площадь 6 км². Почтовый индекс — 12030. Телефонный код — 0175.
Покровителем коммуны почитается святой апостол Иаков Старший, празднование 25 июля.

## Демография
Динамика населения:

## Администрация коммуны
- Официальный сайт: